# Prairie Grove (Arkansas)
Prairie Grove es una ciudad ubicada en el condado de Washington en el estado estadounidense de Arkansas. En el Censo de 2010 tenía una población de 4380 habitantes y una densidad poblacional de 210,03 personas por km².

## Geografía
Prairie Grove se encuentra ubicada en las coordenadas 35°59′10″N 94°18′12″O / 35.98611, -94.30333. Según la Oficina del Censo de los Estados Unidos, Prairie Grove tiene una superficie total de 20.85 km², de la cual 20.76 km² corresponden a tierra firme y (0.46%) 0.1 km² es agua.

## Demografía
Según el censo de 2010, había 4380 personas residiendo en Prairie Grove. La densidad de población era de 210,03 hab./km². De los 4380 habitantes, Prairie Grove estaba compuesto por el 91.85% blancos, el 0.75% eran afroamericanos, el 2.95% eran amerindios, el 0.68% eran asiáticos, el 0.14% eran isleños del Pacífico, el 1.53% eran de otras razas y el 2.1% pertenecían a dos o más razas. Del total de la población el 4.47% eran hispanos o latinos de cualquier raza.